# 일본 민법
일본 민법(메이지 29년 4월 27일 법률 제89호)은 일본에 있어서 사법의 일반법에 관하여 정한 법이다. 일본에 있어서 "형식적 의미의 민법"이라 하면, 이 법률을 지칭한다.  실질적 의미의 민법과 구별하는 의미로, "민법전"으로도 불린다. 

## 개요
1896년(메이지 29년) 법률 제89호로 정해진 민법 제1편 제2편 제3편 (총칙, 물권, 채권) 및 메이지 31년 법률 제9호로 정해진 민법 제4편 제5편 (친족, 상속)으로 구성되어, 전체가 1898년 7월 16일부터 시행되었다.
이 민법전은 반드시 수구적・봉건적 입장에 의해 제정된 것만은 아니고, 교육계 등으로부터 오히려 일본 고유의 미풍을 해하고, 종래의 가족제도를 무시하는 것이라고까지 비판되었으나, 오히려 대심원을 시작으로 하는 법조계에 있어서는 강력한 호주권의 폐해가  인식되기도 하였고, 1925년 (다이쇼 14년)의 "친족법 개정요강", "상속법 개정요강"의 결실로서, 형식적인 가족제도를 완화하여 사회도덕에 넘기고, 여자의 지위향상 남녀평등 과 호주권의 제한을 가하는 개정론이 지배적인 흐름이 되어, 그 후, 일본국 헌법의 제정을 계기로, 그 정신에 적합하도록, 법률상의 가(家) 제도의 폐지를 핵심으로 하여 후2편(친족, 상속)을 중심으로 근본적으로 개정되었다. 이 때, 중심이 된 것이 기초위원을 맡은 오쿠노 겐이치(奥野健一)・와가쓰마 사카에・ 나카가와 젠노스케(中川善之助)들이며, 신의성실의 원칙이나 권리남용의 법리도 이 때 명문화되었다.(현행 제1조 제2항 및 제3항)